# Wapen van Hoogheemraadschap Hollands Noorderkwartier

Wapen van het Hoogheemraadschap Hollands Noorderkwartier.

Het wapen van het Hoogheemraadschap Hollands Noorderkwartier is bij Koninklijk Besluit van 16 juni 2004 aan het Hoogheemraadschap Hollands Noorderkwartier (HHNK) toegekend. 
Het schild is ontworpen op basis van het wapen van het Hoogheemraadschap Noordhollands Noorderkwartier. Dit was niet de directe voorganger van HHNK, maar bestond tussen 1919 en 1993. De keizerlijke adelaar en keizerskroon zijn afkomstig van het wapen van het Hoogheemraadschap van Uitwaterende Sluizen in Hollands Noorderkwartier.

## Symboliek
In het wapen staat de Hollandse leeuw symbool voor het werkgebied van het Hoogheemraadschap. De zilveren en blauwe golven symboliseren het water en de zes waterschappen die zijn gefuseerd tot het Hoogheemraadschap Hollands Noorderkwartier.
De dubbelkoppige adelaar en de keizerskroon zijn herinneringen aan Karel V. Hij gaf in 1544 opdracht om de Schermer tot waterberging om te vormen door het sluiten van de zeegaten bij Edam en Nauerna. Alleen het Hoogheemraadschap van Uitwaterende Sluizen voerde de keizerskroon. Omdat het Hoogheemraadschap Hollands Noorderkwartier diens opvolger is mag deze de keizerkroon in het wapen voeren. De voorgangers van het HHNK waren het Hoogheemraadschap van Uitwaterende Sluizen in Hollands Noorderkwartier en vijf inliggende waterschappen, die in 2003 gefuseerd zijn. Dit hoogheemraadschap was op zijn beurt het product van de fusie in 1993 van het Hoogheemraadschap van de Uitwaterende Sluizen in Kennemerland en West-Friesland, dat de Schermerboezem beheerde, en het Hoogheemraadschap Noordhollands Noorderkwartier, dat de primaire waterkeringen beheerde.
De Uitwaterende Sluizen hadden ook sluizen in het wapen; deze komen nu niet meer in de naam voor en zijn ook komen te vervallen in het wapen. Vrijwel alle elementen komen in beide wapens voor; het wapen van Uitwaterende Sluizen in Noordhollands Noorderkwartier was alleen een schild gekroond door een keizerskroon, met op het schild een dubbelkoppige adelaar. De dubbelkoppige adelaar fungeert in het wapen van Hoogheemraadschap Hollands Noorderkwartier juist als schildhouder.

## Blazoen
Het wapen heeft als beschrijving de volgende tekst meegekregen:
Gedeeld; I in azuur zes golvende dwarsbalken van zilver; II in goud een leeuw van keel, getongd en genageld van azuur. Het schild gedekt met een gouden keizerskroon, gevoerd van azuur; het geheel geplaatst op de keizerlijke adelaar, iedere kop omgeven met een aureool van goud.
Het schild is in twee stukken gedeeld, het eerste deel is blauw van kleur met daarop zes golvende dwarsbalken van zilver. Het tweede deel is goud van kleur met daarop een rode klimmende leeuw. De leeuw heeft een blauwe tong en nagels. Het schild wordt gedekt door een gouden keizerskroon, deze is blauw gevoerd. Het schild en kroon zijn geplaatst op de borst van de keizerlijke adelaar. De beide koppen zijn omgeven door een  gouden aureool. 
Aa en Maas ·
Amstel, Gooi en Vecht ·
Brabantse Delta ·
Delfland ·
De Dommel ·
Hollands Noorderkwartier ·
Hollandse Delta ·
Limburg ·
Hunze en Aa's ·
Noorderzijlvest ·
Rijnland ·
Rivierenland ·
Schieland en de Krimpenerwaard ·
De Stichtse Rijnlanden ·
Vallei en Veluwe ·
Vechtstromen · 
Fryslân